# Veľké Kapušany
Veľké Kapušany és una ciutat d'Eslovàquia. Es troba a la regió de Košice, a l'est del país.

## Història
La primera referència escrita de la vila data del 1211.

## Demografia
| Godina             | 1994 | 2004   | 2014   | 2024   |
| ------------------ | ---- | ------ | ------ | ------ |
| Nombre de persones | 9786 | 9536   | 9235   | 8347   |
| Diferència         |      | −2,55% | −3,15% | −9,61% |

| Godina             | 2023 | 2024   |
| ------------------ | ---- | ------ |
| Nombre de persones | 8479 | 8347   |
| Diferència         |      | −1,55% |

Segons el cens del 2001 la divisió ètnica de la ciutat de Veľké Kapušany és la següent:
- Hongaresos: 56,98%
- Eslovacs: 35,92%
- Gitanos: 4,32%

Pel que fa a la religió, un 49,46% es declararen catòlics romans, un 12,3% catòlics grecs i un 4,59% sense religió.

## Ciutats agermanades
- Radymno, Polònia
- Elek, Hongria
- Sebiş, Romania
- Svaliava, Ucraïna